# تپه کاروانسرای کوشکی
تپه کاروانسرای کوشکی مربوط به دوران‌های تاریخی پس از اسلام است و در شهرستان بروجرد، بخش اشترینان، روستای کوشکی بالا واقع شده و این اثر در تاریخ ۲۴ اسفند ۱۳۸۳ با شمارهٔ ثبت ۱۱۶۹۰ به‌عنوان یکی از آثار ملی ایران به ثبت رسیده است.